# Janine Hoekstein
Janine Hoekstein (Amsterdam, 25 januari 1964) is een Nederlandse schrijfster, journaliste en pianodocente.

## Biografie
Janine Hoekstein groeide op in Amsterdam, Woerden en Haren. Na de middelbare school in Groningen studeerde zij als Docerend Musicus af aan het Prins Claus Conservatorium in Groningen, met als hoofdvak piano. Ze gaf jarenlang pianoles, maar koos er in de jaren negentig voor zich behalve op de muziek ook op het schrijven te richten. Ze volgde de avondopleiding Journalistiek aan de Christelijke Hogeschool Windesheim in Zwolle.
Na deze tweede studie ging Hoekstein in Assen als freelancer aan de slag met haar eigen tekstbureau Het Resultaat. Ze werkte onder meer voor het Dagblad van het Noorden, en de tijdschriften Noorderland, Noorderbreedte, Living en Wonen & Co.
Met korte verhalen won ze een wedstrijd van het radioprogramma Nachtlicht en werd ze derde in de jaarlijkse literatuurwedstrijd van het magazine Elle. Uitgeverij Archipel in Amsterdam, onderdeel van de De Arbeiderspers, bood haar een contract aan voor haar eerste roman. Het debuut Duivelskloof verscheen in 2003. De tweede roman, De Uitvoering, verschijnt in 2004. Het boek draait om een pianolerares en haar leerlingen. Het verhaal is opgebouwd als een rondo: de stem van de hoofdpersoon komt telkens terug, tussen de verhalen van de leerlingen door.
In de opvolger uit 2006, Goldbergvariaties, staat het beroemde pianowerk Goldbergvariaties van Bach centraal als leidmotief in het beschreven leven van een balletdanseres die terugkijkt op haar leven.
De jaren vijftig van de twintigste eeuw, of liever het terugverlangen naar de normen en waarden van die tijd, het respect hebben voor elkaar, en de al dan niet misplaatste collectieve herinneringen aan de 'betere wereld' van toen, is het onderwerp van De Fifties Club uit 2008. Een groepje vrouwen besluit om te proberen weer te leven zoals in de fifties, "toen mensen nog beleefd tegen elkaar waren, kinderen deden wat hen gezegd werd, en iedereen tijd voor elkaar had". De club komt landelijk in de belangstelling te staan, en de leden duiken steeds dieper in het verleden. Ondertussen gaat het heden gewoon door.
Janine Hoekstein schrijft ook voor jeugdtheater en maakte voor het noordelijke theater De Citadel onder meer de voorstelling Wat nu, Roodkapje?/ Roodkapje, wat nu? Onder regie van Frederieke Vermeulen werd het stuk tientallen malen gespeeld, voornamelijk op basisscholen. Samen met theatermaakster Daniëlle Domisse van Tejaterschuur Het Huis van Barm in Ruinen schreef Hoekstein de voorstelling Herrie in de Stal, die in de zomer van 2009 in première ging. In 2013-2014 speelde Stichting Muziektheater Assen haar voorstelling Geachte heer Bach, een literair concert over het leven van Bach.
Sinds 2011 is ze Janine Hoekstein editor en eindredacteur bij de maandelijkse Drentse krant De Vaart.nu. Tevens is zij eindredacteur van Verzamelen Magazine.